# Anandur, Mysore
Anandur là một làng thuộc tehsil Mysore, huyện Mysore, bang Karnataka, Ấn Độ.